# Traversée de Tours à la nage

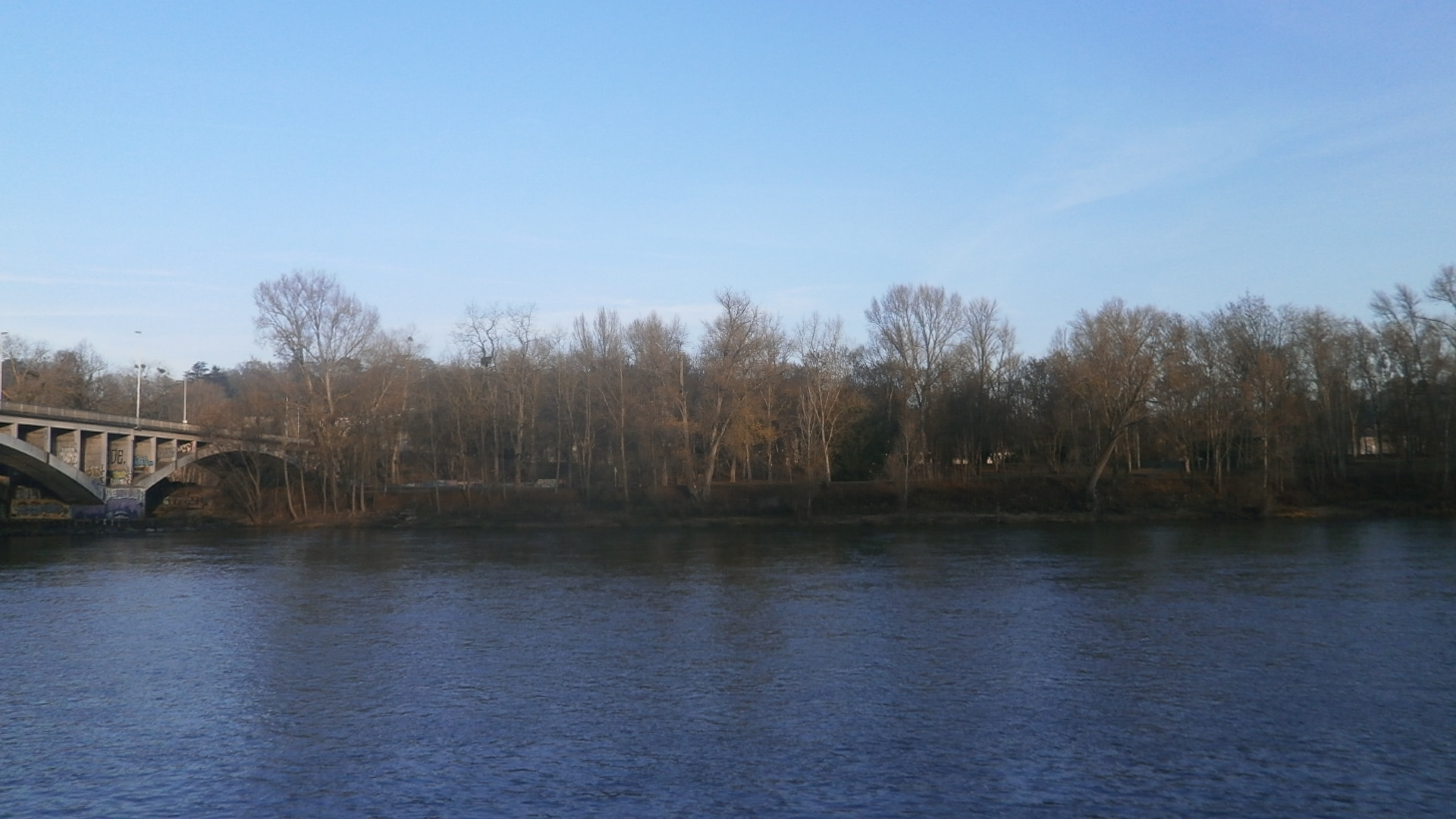
L'île Simon traversée par le pont Napoléon.

La Traversée de Tours à la nage est une course de nage en eau libre. Elle a lieu pour la première fois en 1908.

## Modalités
Inspirée par la Traversée de Paris à la nage (première édition en 1905), l’épreuve est créée par un jeune hebdomadaire sportif local soucieux d’étayer sa notoriété, le Réveil Sportif, avec le concours de la Société Nautique de Tours puis celui du Comité des fêtes de la Loire. Or ce titre de presse fondé en 1908 disparaît dès 1910. Le Club des Nageurs Tourangeaux reprend alors à son compte l’organisation de la festivité nautique, en la faisant courir le 14 juillet et en la réservant aux nageurs indépendants.
La course se nage en eau vive dans la Loire et a pour point d’arrivée l’Île Simon. La distance parcourue évolue : elle n’est que de 1,200 km lors de la première édition (la longueur initialement prévue était pourtant de 2000m). Elle est ensuite rallongée à 3km 500 puis finalement ramenée à 3km 200.
L’événement est une réussite populaire qui attire une foule importante de spectateurs : une affluence estimée à 12 000 personnes en 1908 et 10 000 personnes en 1909 comme en 1911, se presse sur les quais de la Loire et dans l’Île Simon. Des épreuves  nautiques complémentaires destinées aux sportifs régionaux y sont associées. Les autorités locales accordent leur patronage à la course en présidant aux festivités.
Des prix en objets d’art puis en espèces dotés par le journal organisateur sont distribués aux nageurs professionnels, tandis que des « objets d’art et d’utilité » de moindre valeur et des médailles sont destinés aux amateurs et aux indépendants. La ville offre également une écharpe au vainqueur. Enfin, le général commandant le 9e corps d’armée attribue une médaille au meilleur compétiteur militaire.

## Palmarès
| Année                                | Nombre de nageurs | Vainqueur                   | deuxième        | troisième      | quatrième  |
| ------------------------------------ | ----------------- | --------------------------- | --------------- | -------------- | ---------- |
| 1908                                 | 32 concurrents    | Eugène Estrade (19 min)     | Bigot           | Albert Bougoin | Meneveux   |
| 1909 (classement des professionnels) | 8 concurrents     | Armand Bonnet (30 min 30 s) | Georges Michel  | Billy          | H. Michel  |
| 1909 (classement des amateurs)       | 14 concurrents    | Marguerite (33 min)         | Botton          | Roucoule       | Lemaire    |
| 1910 (classement des professionnels) | 8 concurrents     | Eugène Estrade (25 min 2 s) | Charles Hanouet | Georges Michel | Gasparetti |
| 1910 (classement des amateurs)       | 17 concurrents    | Roger Edouard (27 min 40 s) | Lemaire         | Marguerite     | Marchand   |
| 1911                                 | 14 concurrents    | Natiez (29 min)             | Roger Edouard   | Cormier        | Botton     |
| 1913                                 | 18 concurrents    | Lambert (28 min)            | Jad             | Levaillant     | Thomas     |
| 1924                                 | non mentionné     | Delors                      | Alascol         | Laborie        | Georgeon   |